# ترادف معنوي
الترادف المعنوي هو التشابه في المعنى أي تشابه كلمتان مختلفتان في الرسم والنطق، ويحملان معنى واحد من خلال سياقهما والدليل على ذلك من خلال قاموس القرآن الذي يكسر ويهدم جميع القواعد.

## أمثلة من الآيات القرآنية تثبت الترادف المعنوي
المثال الأول
- قال تعالى في سورة التوبة:

﴿أَلَمْ يَأْتِهِمْ نَبَأُ الَّذِينَ مِنْ قَبْلِهِمْ قَوْمِ نُوحٍ وَعَادٍ وَثَمُودَ وَقَوْمِ إِبْرَاهِيمَ وَأَصْحَابِ مَدْيَنَ وَالْمُؤْتَفِكَاتِ أَتَتْهُمْ رُسُلُهُمْ بِالْبَيِّنَاتِ فَمَا كَانَ اللَّهُ لِيَظْلِمَهُمْ وَلَكِنْ كَانُوا أَنْفُسَهُمْ يَظْلِمُونَ ۝٧٠﴾ [التوبة:70]
- قال تعالى في سورة إبراهيم:

﴿أَلَمْ يَأْتِكُمْ نَبَأُ الَّذِينَ مِنْ قَبْلِكُمْ قَوْمِ نُوحٍ وَعَادٍ وَثَمُودَ وَالَّذِينَ مِنْ بَعْدِهِمْ لَا يَعْلَمُهُمْ إِلَّا اللَّهُ جَاءَتْهُمْ رُسُلُهُمْ بِالْبَيِّنَاتِ فَرَدُّوا أَيْدِيَهُمْ فِي أَفْوَاهِهِمْ وَقَالُوا إِنَّا كَفَرْنَا بِمَا أُرْسِلْتُمْ بِهِ وَإِنَّا لَفِي شَكٍّ مِمَّا تَدْعُونَنَا إِلَيْهِ مُرِيبٍ ۝٩﴾ [إبراهيم:9]
﴿جَاءَتْهُمْ رُسُلُهُمْ بِالْبَيِّنَاتِ﴾ من سورة إبراهيم = ﴿أَتَتْهُمْ رُسُلُهُمْ بِالْبَيِّنَاتِ ۖ﴾ من سورة التوبة.
وهنا نرى كلمتان مختلفتان في الخط والنطق ولكنهما يحملان معنى واحد من خلال سياق الآيتين ونفس الشيء مع لفظة القرية والمدينة.
المثال الثاني
- قال تعالى في سورة الكهف:

﴿فَانْطَلَقَا حَتَّى إِذَا أَتَيَا أَهْلَ قَرْيَةٍ اسْتَطْعَمَا أَهْلَهَا فَأَبَوْا أَنْ يُضَيِّفُوهُمَا فَوَجَدَا فِيهَا جِدَارًا يُرِيدُ أَنْ يَنْقَضَّ فَأَقَامَهُ قَالَ لَوْ شِئْتَ لَاتَّخَذْتَ عَلَيْهِ أَجْرًا ۝٧٧﴾
- قال تعالى في سورة الكهف:

﴿وَأَمَّا الْجِدَارُ فَكَانَ لِغُلَامَيْنِ يَتِيمَيْنِ فِي الْمَدِينَةِ وَكَانَ تَحْتَهُ كَنْزٌ لَهُمَا وَكَانَ أَبُوهُمَا صَالِحًا فَأَرَادَ رَبُّكَ أَنْ يَبْلُغَا أَشُدَّهُمَا وَيَسْتَخْرِجَا كَنْزَهُمَا رَحْمَةً مِنْ رَبِّكَ وَمَا فَعَلْتُهُ عَنْ أَمْرِي ذَلِكَ تَأْوِيلُ مَا لَمْ تَسْطِعْ عَلَيْهِ صَبْرًا ۝٨٢﴾ [الكهف:82]
المدينة = القرية.
والأمثلة كثيرة في القرآن لا تعد ولا تحصى في مايخص الترادف المعنوي.